# Xanthorhoe pudicata
Xanthorhoe pudicata là một loài bướm đêm trong họ Geometridae.